# KOMPSAT-5
KOMPSAT-5 (англ. KOrea Multi-Purpose SATellite - корейський багатоцільовий супутник, також відомий як Arirang-5) - південнокорейський супутник дистанційного зондування Землі. Створено та експлуатується Корейським інститутом аерокосмічних розробок (KARI) у рамках національного плану розвитку, здійснюваного з 2005 року під патронажем Міністерства освіти, науки та технології.
На борту космічного апарата встановлено мікрохвильовий радар із синтезованою апертурою, розроблений за участю компанії Thales Alenia Space. Радіолокатор для знімання в X-діапазоні довжин хвиль повинен забезпечити високу якість зображення (номінальна просторова роздільна здатність у режимі знімання «Spotlight» становить до 1 метра) у будь-який час доби за будь-яких погодних умов. Додаткове корисне навантаження — система «AOPOD» (дослідження атмосфери радіозатемненим методом та точне визначення параметрів орбіти), що складається з двочастотного приймача GPS та ґратки лазерного ретро-рефлектора «LRRA».
Супутник призначений для здійснення цілодобового моніторингу Корейського півострова, отримання оперативної інформації про погодні умови, катаклізми (стихійні лиха, техногенні катастрофи), а також про природні ресурси. Періодичні спостереження за земним простором, океаном та атмосферою проводитимуться протягом п'яти років[уточнити].
KOMPSAT-5 запущено 22 серпня 2013 року о 14:39 UTC ракетою-носієм «Дніпро» з космодрому Ясний. О 20:35 UTC наземна станція встановила зв'язок із апаратом і отримала підтвердження про досягнення цільової орбіти та нормальну роботу систем супутника.